# Belonogaster flava
Belonogaster flava är en getingart som beskrevs av Richards 1982. Belonogaster flava ingår i släktet Belonogaster och familjen getingar. Inga underarter finns listade.